# Iryna Jriashchevska
Iryna Jriashchevska –en ucraniano, Ірина Хрящевська– (27 de febrero de 1999) es una deportista ucraniana que compite en judo. Ganó una medalla de bronce en el Campeonato Europeo de Judo por Equipo Mixto de 2018.

## Palmarés internacional
| Campeonato Europeo por Equipo Mixto | Campeonato Europeo por Equipo Mixto | Campeonato Europeo por Equipo Mixto | Campeonato Europeo por Equipo Mixto |
| Año                                 | Lugar                               | Medalla                             | Categoría                           |
| ----------------------------------- | ----------------------------------- | ----------------------------------- | ----------------------------------- |
| 2018                                | Ekaterimburgo (Rusia)               | Medalla de bronce                   | Equipo mixto                        |